# Platycheirus ciliatus
Platycheirus ciliatus är en tvåvingeart som beskrevs av Jacques-Marie-Frangile Bigot 1884. Platycheirus ciliatus ingår i släktet fotblomflugor, och familjen blomflugor. Inga underarter finns listade i Catalogue of Life.